# Heptaster
Heptaster is een geslacht van schimmels dat behoort tot orde Capnodiales. De familie is nog niet zeker (Incertae sedis). De typesoort is Heptaster hughesii.

## Soorten
Volgens Index Fungorum telt het geslacht drie soorten (peildatum februari 2022):
| Soortnaam               | Auteur(s)            | Publicatiejaar |
| ----------------------- | -------------------- | -------------- |
| Heptaster hughesii      | Cif., Bat. & Nascim. | 1956           |
| Heptaster macroradiatus | Cif., Bat. & Nascim. | 1956           |
| Heptaster regnellianae  | Bat.                 | 1957           |